# Sitio de especial interés científico
En el Reino Unido, Sitio de Especial Interés Científico (en inglés: Site of Special Scientific Interest o, en sus siglas, SSSI) es un estado de conservación que designa diferentes áreas protegidas. Estos sitios pueden ser de importancia geológica o biológica.

## Ejemplos
- Lago de Valle Chew (Somerset, Inglaterra)
- Isla de Lundy (Devon, Inglaterra)